# Chahrazed Ayachi
Chahrazed Ayachi (ur. 28 września 2003) – francuska, a od 2024 roku tunezyjska zapaśniczka walcząca w stylu wolnym. Srebrna medalistka mistrzostw Afryki w 2024 i brązowa w 2025. Triumfatorka mistrzostw arabskich w 2024 roku.
Wicemistrzyni Francji w 2021; trzecia w 2022 roku.